# Вальверде-Енріке
Вальверде-Енріке (ісп. Valverde-Enrique) — муніципалітет в Іспанії, у складі автономної спільноти Кастилія-і-Леон, у провінції Леон. Населення — 195 осіб (2010).
Муніципалітет розташований на відстані близько 250 км на північний захід від Мадрида, 41 км на південний схід від Леона.
На території муніципалітету розташовані такі населені пункти: (дані про населення за 2010 рік)
- Вальверде-Енріке: 96 осіб
- Кастровега-де-Вальмадрігаль: 95 осіб
- Ла-Вегельїна: 4 особи

## Демографія
Динаміка населення (INE ):